# Poppy
Moriah Rose Pereira (* 1. ledna 1995, Boston), známá jako Poppy; dříve také jako That Poppy, je americká zpěvačka a skladatelka. Poprvé si vysloužila uznání za účinkování v surrealistických videích na YouTube v roli tajemného androida, což připomínalo problém tísnivého údolí, který komentoval a satirizoval internetovou kulturu a moderní společnost. To vedlo k vydání pilotního dílu navrhovaného online seriálu surrealistické komedie z roku 2018 s názvem I'm Poppy na platformě YouTube Premium. Je rovněž známá svými různými zvukovými změnami, změnou image a všestranností v umění a hudbě.
Poppy podepsala nahrávací smlouvu s Island Records na začátku roku 2014 a poté, v roce 2016, vydala svůj debutový popový extended play (EP) Bubblebath. V roce 2017 podepsala smlouvu s vydavatelem Mad Decent a vydala své debutové art popové studiové album Poppy.Computer. K propagaci alba využila turné Poppy.Computer. Druhé studiové album Am I a Girl? vydala v roce 2018, na albu experimentuje s elektropopem a nu metalem.
V roce 2020 podepsala smlouvu s vydavatelstvím Sumerian Records a vydala své třetí studiové album I Disagree, do něhož jsou zakomponovány žánry heavy metal a industriální rock, přičemž album obsahuje texty a videoklipy označované jako „znepokojivé“, „násilné“ a „makabrózní“. Album obsahuje čtyři singly, přičemž singl „Bloodmoney“ byl v roce 2021 nominován na cenu Grammy v kategorii „Nejlepší metalová skladba“, což z Poppy udělalo první sólovou umělkyní, která kdy byla v této kategorii jmenována.
V roce 2021, v rámci dlouhodobé spolupráce s propagací profesionálního wrestlingu WWE a jejich brandem NXT, vydala metalcorové EP Eat (NXT Soundtrack). Čtvrté studiové album Flux bylo rovněž vydáno v roce 2021, deska byla pro změnu žánrově nahraná jako alternativní rock. V roce 2023 vydala své páté studiové album Zig. Své šesté studiové album Negative Spaces vydala 15. listopadu 2024. Ve stejném roce obdržela svojí druhou nominaci na cenu Grammy v kategorii „Nejlepší metalová skladba“, tentokrát za skladbu „Suffocate“, kterou zpívala společně se skupinou Knocked Loose.

## Život
Moriah Rose Pereira se narodila v Bostonu v Massachusetts, 1. ledna 1995. Ve 14 letech se s rodinou přestěhovala do Nashvillu v Tennessee. Vzpomíná si, že jako dítě chtěla být Rockette, do 11 let chodila na hodiny tance, dokud se nerozhodla, že chce být hudebnicí. Ve škole byla šikanována, protože byla hubená a tichá, což ji donutilo k tomu, aby druhou polovinu studia absolvovala v rámci domácí výuky. Ve svých 18 letech se přestěhovala do Los Angeles.

## Kariéra

### 2011–2014: Začátky

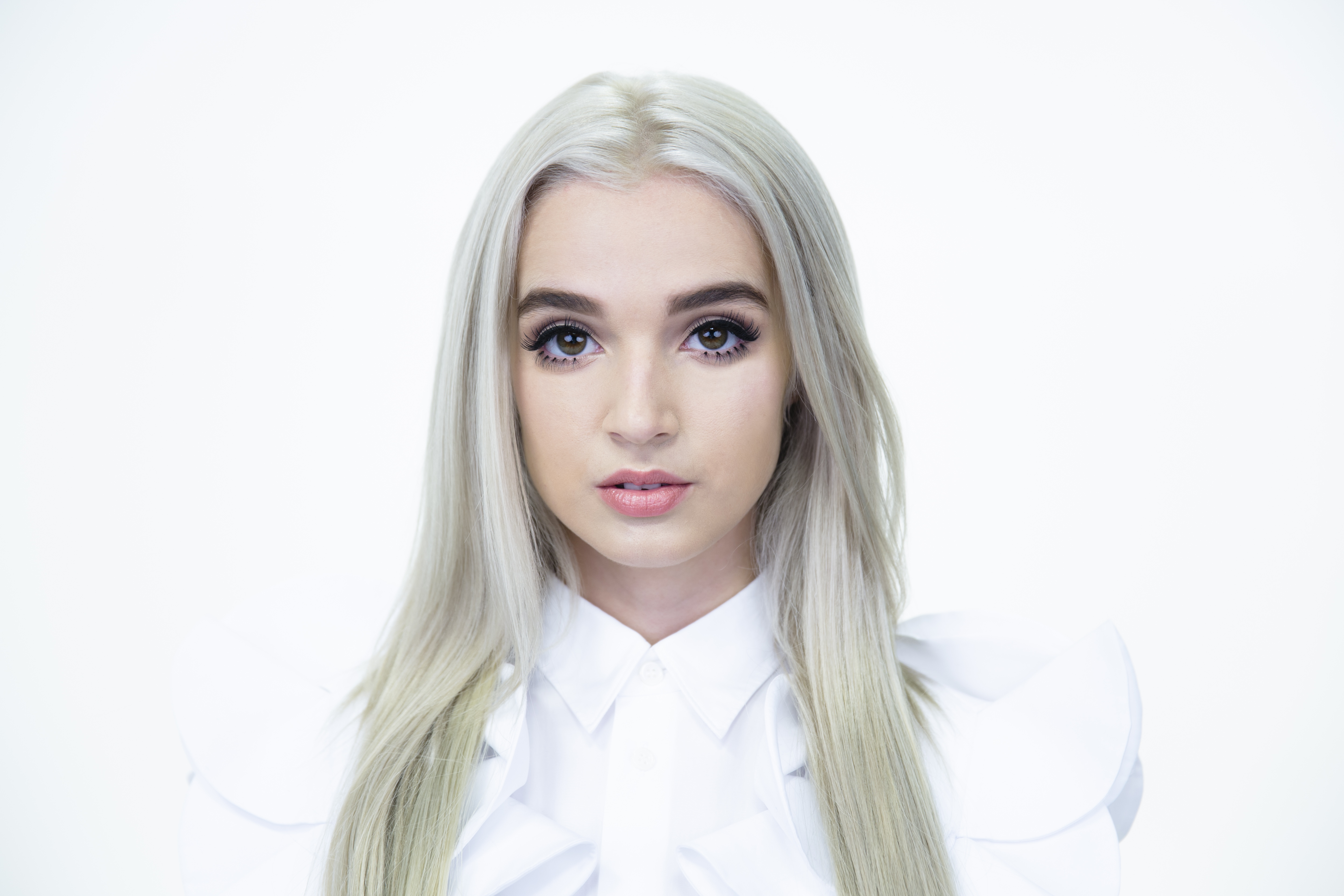
Poppy v popředí čistě bílého pozadí, které je charakteristické pro její videa na YouTube.

První vystoupení měla v srpnu 2011 na IndieCove, kde zpívala cover písně od Alanis Morissetteové. Poppyin kanál na YouTube byl vytvořen v říjnu roku 2011 pod názvem ThatPoppyTV, zároveň byl vytvořen kanál Moriah Poppy, kde vydávala coververze a vlogy. Všechna videa, stejně jako druhý kanál, však byla v roce 2014 smazána.
Vystupovala na festivalech sociálních médií, včetně červnového VidConu v roce 2012 a DigiTour v červnu v roce 2013. V roce 2013 se rovněž objevila v Eppicově písni „Hide and Seek“, v témže roce se přesunula do Los Angeles, aby mohla pokračovat ve své hudební kariéře. V L.A. se spojila s režisérem Titanicem Sinclairem a natočila sérii abstraktních propagačních videí na YouTube.
Její první skeč na YouTube s názvem Poppy Eats Cotton Candy byl nahrán na YouTube v listopadu roku 2014. Video bylo popsáno Sinclairem jako „kombinace popové přístupnosti Andyho Warhola, strašidelnosti Davida Lynche a komediálního tónu Tima Burtona.“ Sinclair v rozhovoru také naznačil, že se mu postava Poppy v propagačních videích představila jako android a že některé koncepty souvisejí s hypotézou tísnivého údolí. Poppy uvedla, že videa na YouTube vyprávějí příběh. Její fiktivní kamarádka Charlotte, manekýn se syntetickým hlasem, dělala rozhovory s celebritami. Obvykle se objevuje v interakci s Poppy, ale také se objevuje samostatně. Je možné, že poté, co se Poppy stala slavnou, se u ní objevily problémy s drogami a žárlivostí, což narušilo jejich vztah.
V roce 2014 podepsala smlouvu s Island Records a začala svou hudební kariéru pod jménem That Poppy.

### 2015–2017:Poppy.Computer

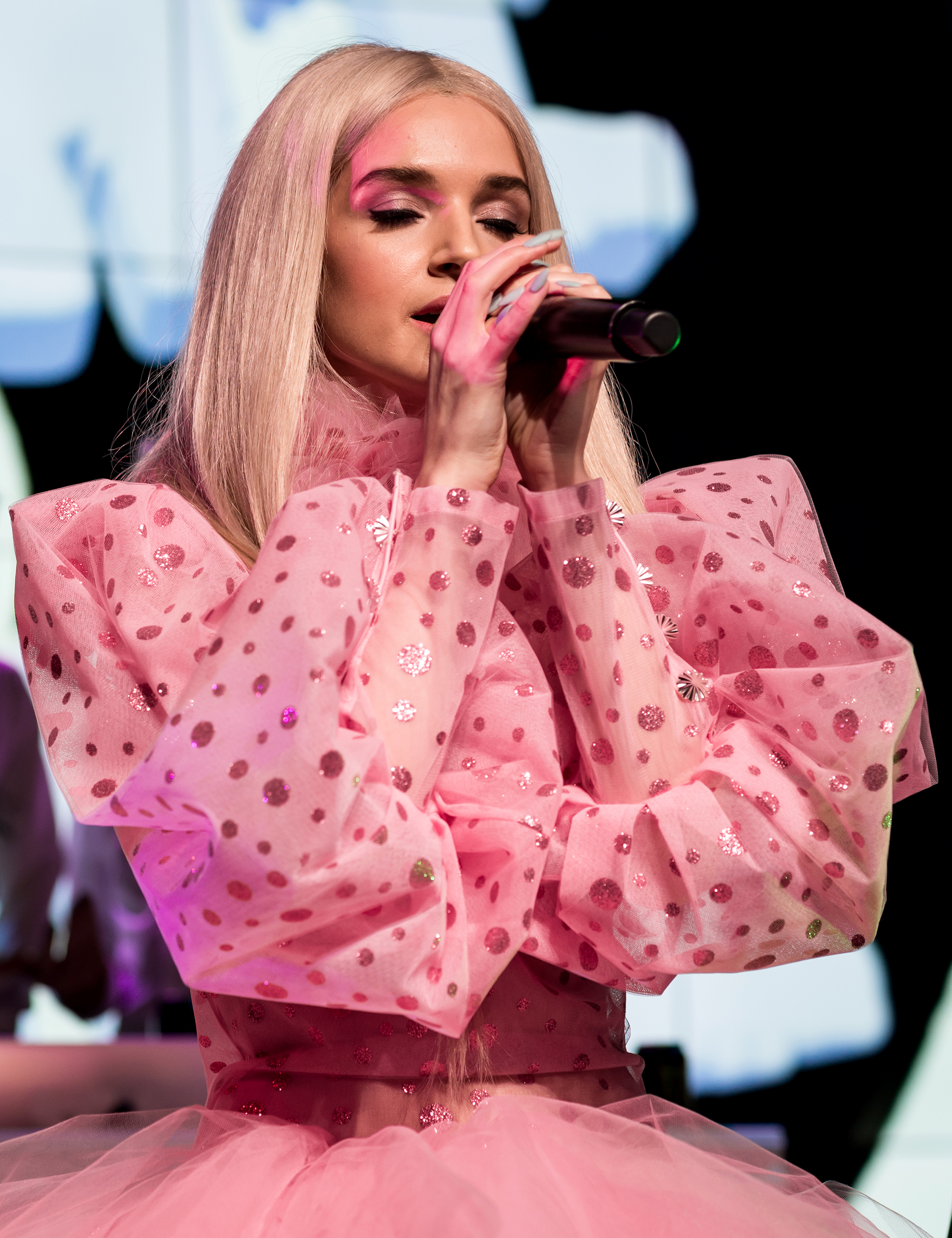
Během Poppy.Computer Tour v říjnu 2017

Dne 23. června 2015 vydala svůj první singl „Everybody Wants to Be Poppy“. Píseň byla s největší pravděpodobností nahrána pro debutové album, které ohlásila a popsala jako dance-popové a punkové. Album bylo pravděpodobně zrušeno, namísto toho vydala v roce 2016 debutové EP s názvem Bubblebath. Předcházel mu singl z roku 2015 s názvem „Lowlife“. V listopadu 2015 vystoupila na festivalu Corona Capital. V srpnu 2016 vydala na svém kanále sérii reklam pro obuvnickou společnost Steve Madden jakožto součást programu Steve Madden Music. V říjnu v roce 2016 vydala ambientní album 3:36 (Music to Sleep To), které složila s Titanicem Sinclairem s asistencí polysomnografisty z Washington University School of Medicine v St. Louis. Následující měsíc se stala tváří první kolekce „Hello Sanrio“ japonského obchodního řetězce Sanrio (サンリオ).
V únoru 2017 Poppy účinkovala v sérii videí pro Comedy Central s názvem „Internet Famous with Poppy“. V srpnu téhož roku získala cenu Streamys Award, a to ocenění Breakthrough Artist of the Year. Poppyino debutové album s názvem Poppy.Computer vyšlo v říjnu 2017, pod vydavatelstvím Mad Decent. Druhý singl „Computer Boy“ vyšel v květnu a získal nominaci na píseň roku na Unicorn Awards. Třetí singl s názvem „Let's Make a Video“ byl vydán v červnu spolu s hudebním videem, které bylo zrnité ve stylu VHS. Třetí singl „Interweb“ byl vydán v červenci a byl zahrán živě v talk show The Late Late Show with James Corden. V listopadu oznámila, že druhé studiové album je již téměř hotové a že se znovu chystá do Japonska, aby album dokončila. Její první koncertní turné, Poppy.Computer Tour, začalo 19. října 2017 ve Vancouveru.
V dubnu 2017 začala Poppy na svých webových stránkách prodávat knihu s názvem The Gospel of Poppy, která je popisována jako „kniha moudrosti“.

### 2018:Am I a Girl?

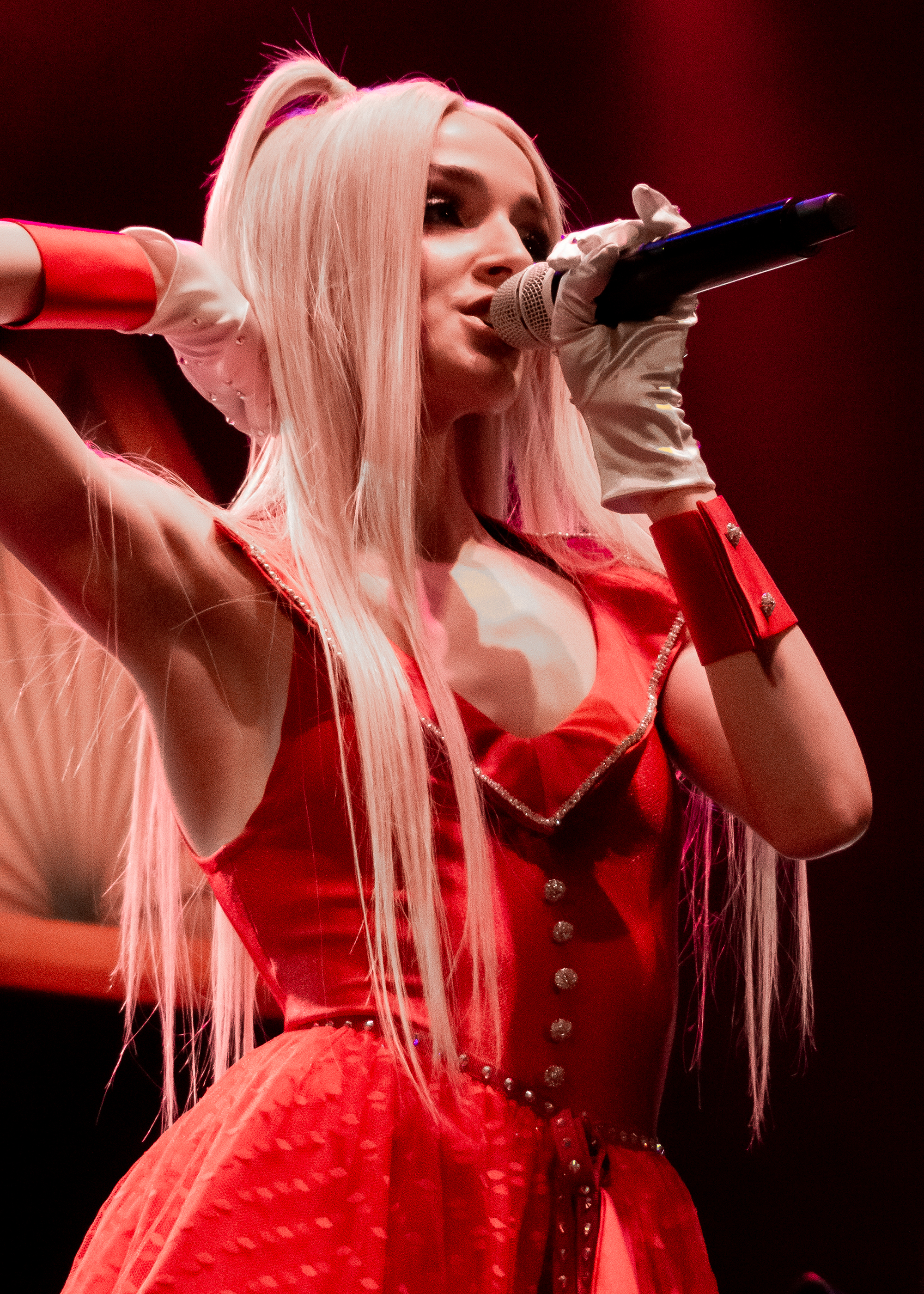
Poppy v roce 2018

Dne 17. dubna 2018 Sinclairova bývalá partnerka Mars Argo podala 44stránkovou žalobu u soudu pro Centrální Kalifornii proti Sinclairovi a Poppy. Obvinila je z porušení autorských práv, v níž uvedla, že Sinclair založil online postavu Poppy na její osobě a také z emocionálního a fyzického násilí, kterému se Sinclair údajně dopustil v období po jejich rozchodu a následném opuštění projektu. Dne 7. května vydala Poppy veřejné prohlášení ohledně „neseriózní“ žaloby, kde uvedla, že se s ní Argo snaží psychicky manipulovat. Žalobu označila za „reklamní kampaň“ a „zoufalý pokus o získání slávy“. Případ byl 14. září vyřešen mimosoudně „bez peněžního vyrovnání“. Žaloba na Poppy ohledně autorských práv byla rovněž zamítnuta. V červenci 2018 vydala Poppy cover písně „Metal“, jejímž autorem je Gary Numan, který vyšel jako singl na digitálních platformách. Její druhé album Am I a Girl? bylo vydáno 31. října 2018. Hlavní singl alba s názvem „In a Minute“ vyšel v červenci. Druhý singl s názvem „Time Is Up“ vyšel v srpnu. Následně každý týden v říjnu vydala postupně tři singly z alba, jmenovitě „Fashion After All“, „Hard Feelings“ a „X“. Album rovněž obsahuje píseň „Play Destroy“, což je výsledek spolupráce s kanadskou umělkyní Grimes.
Na konci roku oznámila Poppy nový projekt a webovou stránku Poppy.Church, která již není aktivní. Zúčastnila se American Music Awards 2018 a také se vrátila v roli moderátorky na Streamy Awards. Cover verze písně „Metal“ se objevila ve hře WWE 2K20.

### 2019–2020:I Disagree
Dne 8. ledna 2019 Poppy oznámila vydání grafického románu Genesis 1 ve spolupráci s nakladatelstvím Z2 Comics, který byl vydán 10. července. Román vypráví o původu Poppy. Autory jsou Poppy, Sinclair a Ryan Cady, s výtvarným doprovodem od Masy Minoury a Iana McGintyho. V rozhovoru pro Gigwise upřesnila, že album vydané s románem, které se jmenuje I C U: Music to Read To, je ambientní hudební album určené k poslechu při čtení.
Dne 23. ledna 2019 uvedl magazín Billboard, že Poppy bude hrát ve filmu v rozšířené realitě A Jester's Tale, který vytvořil a režíroval Asad J. Malik. Byl produkován společností RYOT a 1RIC, jež měl premiéru na festivalu Sundance Film Festival jako součást programu New Frontier. Příběh „přenese diváky do dětského pokoje, kde se setkají s hologramy postav“. Ve stejném měsíci vydala píseň s názvem „Voicemail“.
Poté, co se zúčastnila předávání cen iHeartRadio Music Awards v roce 2016, se v roce 2019 na předávání cen vrátila v šatech navržených společností Viktor & Rolf, přičemž seděla v první řadě na jejich módní přehlídce. Rovněž Poppy odhalila plány na hororový film a vlastní hudební streamovací službu. Zúčastnila se předávání hudebních cen Billboard. V květnu vydala singl „Scary Mask“, jež vznikl ve spolupráci s americkou rockovou skupinou Fever 333. Píseň byla součástí druhého EP Choke, které vyšlo 28. června 2019.
V srpnu 2019 vydala singl „Concrete“, který byl vydán pod labelem Sumerian Records, se kterým také podepsala smlouvu. Singl byl hlavním singlem Poppyina nadcházejícího alba. Další singl s názvem „I Disagree“ následoval v říjnu téhož roku spolu s předobjednávkou alba, přičemž singl byl rovněž odhalen jako titulní skladba alba. V listopadu vyšel již třetí singl „Bloodmoney“, který byl nominován na cenu Grammy v kategorii Best Metal Performance, čímž se stala první sólovou umělkyní nominovanou v této kategorii. Čtvrtý singl „Fill The Crown“ vyšel v prosinci. V prosinci 2019 bylo zveřejněno prohlášení potvrzující, že se Poppy se Sinclair rozdělili. Obvinila ho, že glorifikuje sebevraždu a využívá toho k manipulaci s ní. Poppy prohlásila, že během turné se ji Sinclair pokusil manipulovat tím, tím že řekl, že se oběsí na některé z jejích věcí. Uvedla, že Sinclair „žije v iluzi, že je darem pro tuto zemi.“ V reakci na spekulace fanoušků, že některá její videa byla „tajným voláním o pomoc“, Poppy poznamenala, že ačkoli to nebylo úmyslné, videa odrážela určitý aspekt reality a „lidé na internetu to vycítili mnohem dříve než já“. V souvislosti s obviněními Mars Argo proti Sinclairovi Poppy prohlásila: „Nikdy jsem nebyla ‚spolupachatelkou‘ (Sinclairova) minulého jednání, jak se někteří domnívají - byla jsem člověk, který trpěl podobnými špatnými činy, které (Argo) vynesla na světlo.“
Třetí studiové album I Disagree vyšlo 10. ledna 2020. V žebříčku Billboard 200 se umístilo na 130. místě, čímž se Poppy poprvé dostala do tohoto žebříčku. Spolu s albem vyšel hudební videoklip k písni „Anything Like Me“. Dne 28. ledna 2020 Poppy oznámila svůj druhý grafický román s názvem Poppy's Inferno, jež obsahuje ilustrace od Zoe Thorogoodové a Amilcara Pinna. Po mnoha odkladech, způsobených pandemií covidu-19, vyšel román v 20. října 2020, přičemž byl zároveň vydán soundtrack Music to Scream To. V březnu vyšel hudební videoklip „Sit / Stay“, který byl prvním klipem, jež si sama režírovala. V červnu Poppy vydala cover písně „All the Things She Said“, jejímiž autorkami jsou členky z hudebního dua t.A.T.u. V červenci vyšel poslední singl alba „Khaos x4“ a 14. srpna 2020 následovala deluxe verze třetího alba s názvem I Disagree (more). Následně 1. prosince 2020 vydala vánoční EP s názvem A Very Poppy Christmas, které obsahovalo čtyři vánoční písně.

### 2021–2022:Flux
V březnu 2021 vystoupila na udílení cen Grammy, při této příležitosti zazpívala nový singl „Eat“ V dubnu se Poppyina píseň „Say Cheese“ stala oficiální znělkou pro profesionální wrestlingovou show WWE NXT. V květnu Poppy vydala coververzi písně „Fear Of Dying“ od Jack Off Jill. V červnu překvapivě vydala EP s názvem Eat (NXT Soundtrack), na kterém jsou výše zmíněné písně, „Eat“ a „Say Cheese“.
V prosinci 2020 Poppy oznámila, že pracuje na pokračování alba I Disagree a uvedla, že bude mít „úplně jinou atmosféru“ než album I Disagree. V červnu 2021 vydala singl „Her“ jakožto hlavní singl jejího následujícího čtvrtého studiového alba Flux. V červenci rovněž oznámila, že další album Flux vyjde 24. září 2021, přičemž vydala titulní skladbu „Flux “jako druhý singl. V srpnu vydala třetí a poslední singl z alba s názvem „So Mean“, jehož vydání doprovázel i hudební videoklip. Poppy a Sumerian Records se při příležitosti vydání alba spojili s Robloxem a uspořádali vůbec první poslechovou párty, na které se na herní platformě streamovalo album Flux. Hudba z alba byla začleněna do devíti her v Robloxu, počínaje 24. zářím a konče 26. zářím 2021.
V lednu 2022 vydala singl o své kočce Pi s názvem „3.14“. Rovněž bylo ohlášeno turné s názvem Never Find My Place, které začalo 8. března v Sacramentu v Kalifornii a skončilo 30. listopadu v Glasgow ve Skotsku. V rámci turné vystoupila poprvé v Česku v Lucerna Music Baru. Dne 27. srpna 2022 představila na festivalu v Readingu píseň s názvem „FYB“, což je zkratka pro „Fuck You Back“. V září podepsala smlouvu s vydavatelstvími Republic Records a Lava Records a vydala singl „FYB“. Píseň je rovněž singl z jejího pátého EP Stagger, které vyšlo v říjnu. Bylo také oznámeno, že EP Stagger bude jedinou nahrávkou vydanou pod vydavatelstvími Republic a Lava Records. Hudební video k úvodní písni „Stagger“ bylo vydáno společně s EP. V prosinci téhož roku začala Poppy lákat na novou hudbu a oznámila, že pracuje na novém albu.

### 2023:Zig

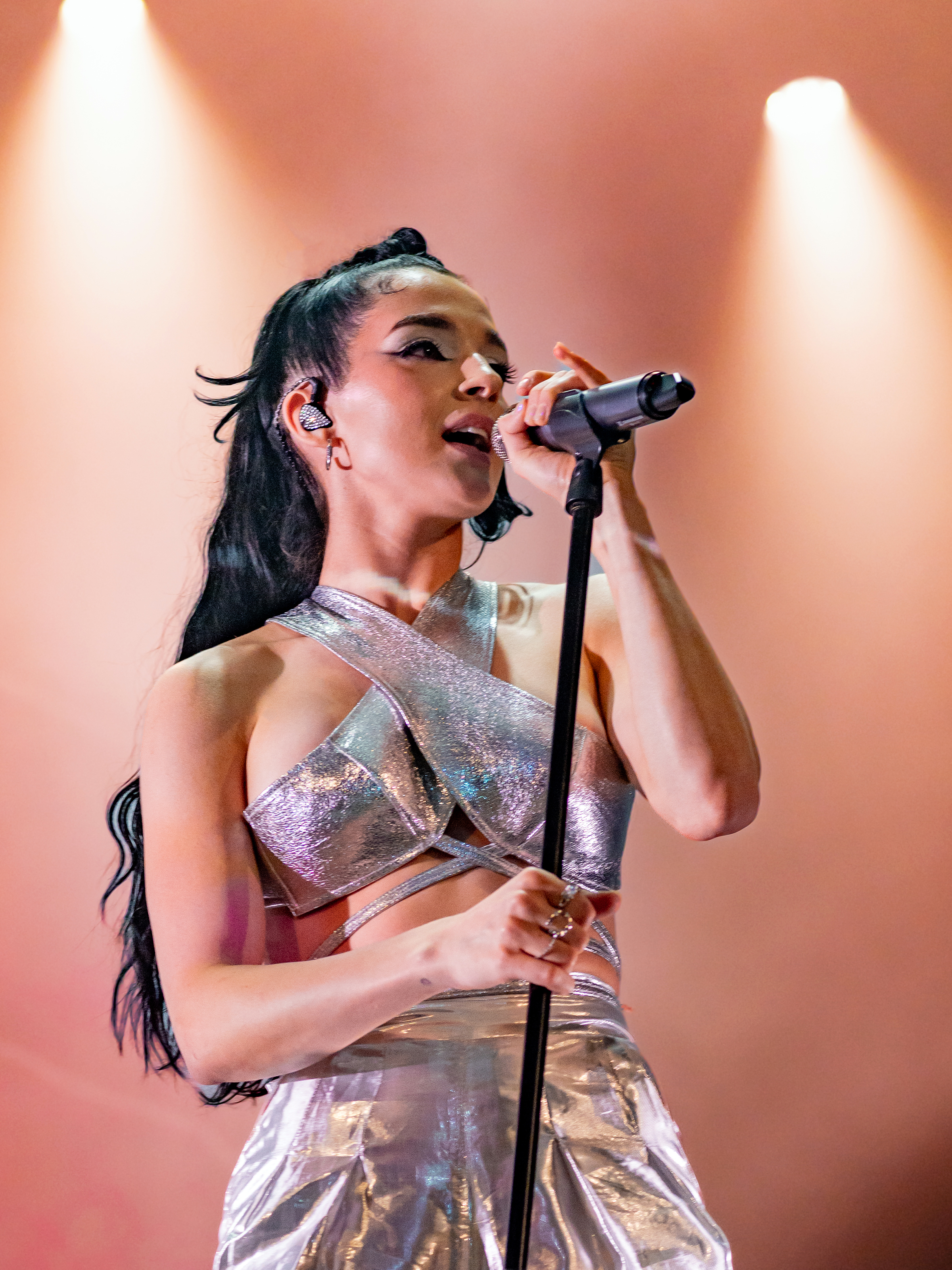
Poppy v roce 2023

V roce 2023 se vrátila k vydavatelství Sumerian Records, pod kterým 27. října 2023 vydala své páté studiové album Zig. V březnu téhož roku oznámila singl „Church Outfit“, jenž byl vydán v dubnu jako hlavní singl připravovaného alba. Ve stejném měsíci oznámila společné turné Godless/Goddess Tour s rockovou skupinou PVRIS. Turné začalo 18. srpna a skončilo 15. září, na turné vystupovali také Tommy Genesis a Pom Pom Squad. V květnu vydala cover singlu „Spit“ od Kittie. V červnu se objevila spolu s Dannym Elfmanem v písni Stu Brookse „They'll Just Love You“. V červenci vydala druhý singl „Knockoff“, zároveň oznámila i datum vydání alba Zig. Třetí singl „Motorbike“ vyšel v září. Čtvrtý singl „Hard“ vyšel v říjnu. Následně v prosinci vyšlo hudební video k singlu „Flicker“.

### 2024–současnost:Negative Spaces
V listopadu 2023 oznámila, že se stane součástí světového turné skupiny Thirty Seconds to Mars, avšak pouze ve Spojených státech. Ve spolupráci se skupinou Bad Omens vydala singl „V.A.N“, který vyšel 25. ledna. V dubnu se objevila na singlu „Suffocate“ skupiny Knocked Loose, který byl nominován na ocenění Grammy jako nejlepší metalová skladba. Dne 4. června 2024 vydala nový singl „New Way Out“, jenž produkoval bývalý klávesista a producent Bring Me the Horizon Jordan Fish. Dne 17. září vydala další singl „They're All Around Us“. Dne 23. září oznámila své šesté studiové album Negative Spaces, které 15. listopadu 2024, celé album produkoval Fish. Dne 29. září vystoupila společně se skupinou Spiritbox na festivalu Louder Than Life , kde zazpívala jejich píseň „Soft Spine“.
V říjnu oznámila svou vlastní show „Improbably Poppy“, jejíž první díl měl premiéru 11. října 2024 na live-stremingové platformě Veeps. Dne 16. října vydala naráz dva nové singly „The Cost of Giving Up“ a „Crystallized“.

## Umělecký styl a image

### Vlivy a styl

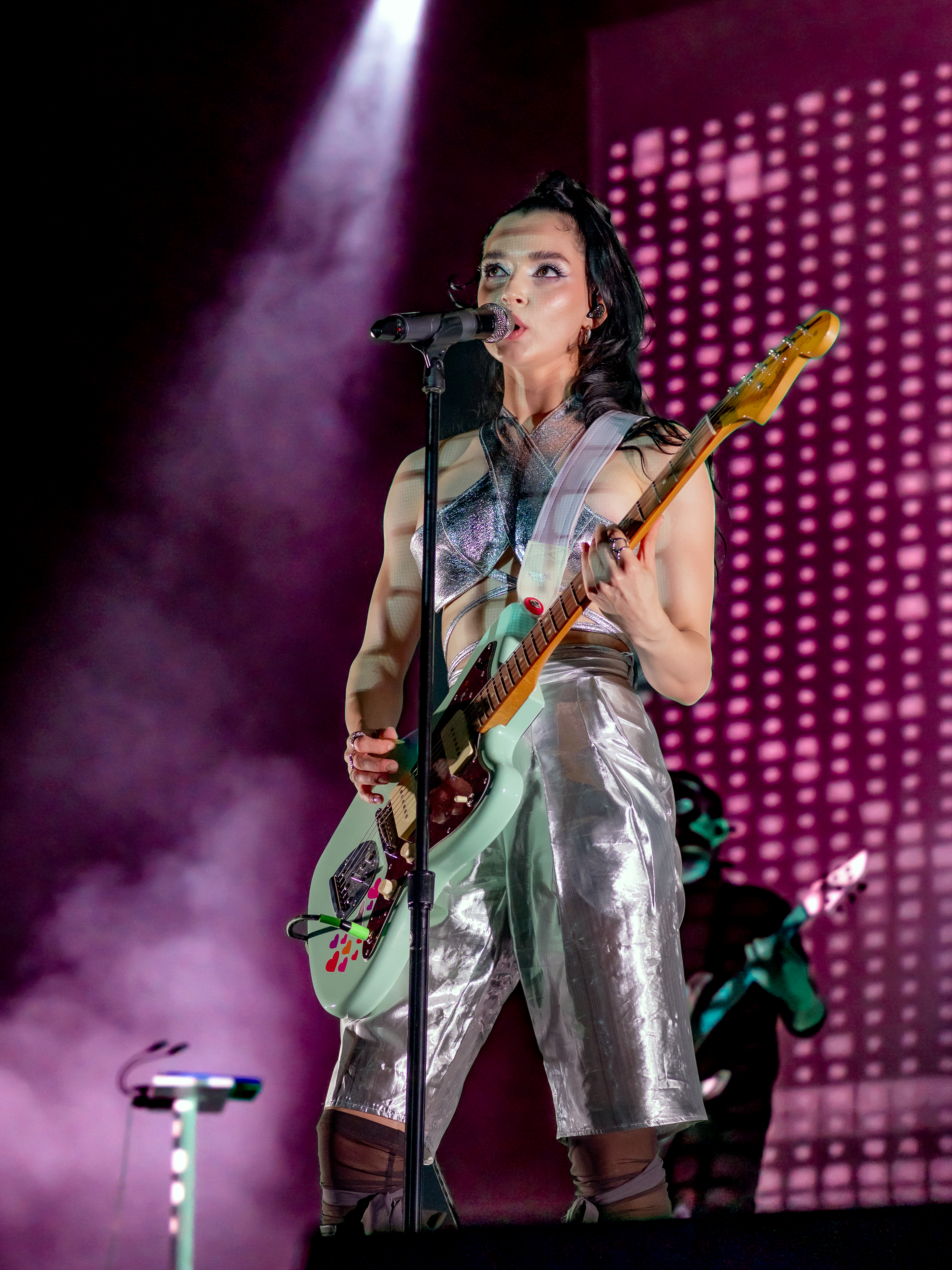
Poppy vystupující v roce 2023

Poppyin hudební styl je popisován jako popový, heavy metalový, rockový, elektronický, industriální a experimentální. Přesněji řečeno, Poppyina hudba pokrývá různé další žánry, včetně elektropopu, bubblegum popu, nu metalu, pop metalu, dance-popu, artpopu, experimentálního popu, synthpopu, avantgardního pop, dreampopu, shoegazu, pop rocku, pop punku, punk rocku, hyperpopu, hard rocku, noisu, ambientu, grunge, metalcoru, alternativního popu, alternativního rocku, industriálního metalu a industriálního rocku. 
Poppy je přirovnávána k umělcům, jako jsou například Grimes, Icona Pop, Melanie Martinez a Charli XCX. Sama sebe označuje jako „kawaii Barbie“. Svůj hudební styl popisuje jako „hudbu, která vás nutí ovládnout svět“. Poppy uvádí, že se inspirovala žánry, jako je j-pop a k-pop, a také reggae. Dle svých vlastních slov začala skládat hudbu v roce 2012. Pro magazín Tiger Beat uvedla, že hudební inspirací jsou pro ni Cyndi Lauper, Elvis Presley a jednorožci. Mezi její oblíbené skupiny patří Jimmy Eat World, No Doubt, Norma Jean, Blondie, Of Montreal, zpěvák Gary Numan a zpěvačka Madonna.

### Persona
Poppy uvedla, že umělecké jméno vzniklo jako přezdívka, kterou jí dal kamarád. Jako přírodní bruneta si obarvila vlasy mnoha barvami, obvykle tak, aby barva odpovídala estetice jednotlivých alb.
Poppyina identita byla zpočátku velmi pečlivě střežena. V roce 2016 uvedla: „Nechci, aby se lidé bavili o tom, kolik mi je let, ale o tom, co dělám. [...] Lidé, obzvlášť v dnešní době, jsou tak posedlí tím, aby všechno věděli. Budou muset investovat svůj čas do toho, aby to našli.“ V roce 2018 uvedla, že původně svou identitu střežila, protože byla v minulosti zneužívána.

## Přijetí
Kritici chválí chytlavost Poppyiny hudby a zároveň popisují její osobnost jako vzdálenou od reality. Racked ji označil za „sladkou, ale cizí“ a „jasně návykovou“. V recenzi na album I Disagree na AllMusic od Neila Z. Yeunga, který desku nazval jako „metalovou bouří, kterou tvoří pulzující rytmy, drásavé riffy a drtivé breakdowny. Tuto zuřivost přerušuje atmosférická elektronika a sladký vokál, který podporuje klamně konfrontační texty.“ David Mogendorff o ní řekl, že je silně ovlivněná j-popem a k-popem.
Poppyin kanál na YouTube je považován za komentář k sociálním médiím. Vice popsal kanál slovy: „Pokud máte trpělivost projít si všechna videa na tomto kanálu, začnou se objevovat určité trendy. Tím nejzřetelnějším je Poppyina fixace na internet a kulturu sociálních médií, kterou prý miluje. Mnohem zajímavější je však celkový tón videí, která jsou v posledních dvou letech stále temnější.“

## Osobní život
Potenciální otázky k sexuální orientaci nebo genderové identitě byly jedním z hlavních témat alba Am I a Girl?. V rozhovoru z roku 2019 uvedla, že se identifikuje jako žena a že věří, že „každý by měl mít možnost identifikovat se s čímkoli, co si vybere“.
V roce 2019 začala chodit s rapperem Ghostemanem. V roce 2020 oznámila na sociálních sítích, že jsou zasnoubeni. Pár se posléze rozešel a koncem roku 2021 zrušil své zasnoubení.
Jejím dobrým přítelem je zpěvák Marilyn Manson.

## Diskografie

### Studiové alba
- Poppy.Computer (2017)
- Am I a Girl? (2018)
- I Disagree (2020)
- Flux (2021)
- Zig (2023)
- Negative Spaces (2024)

### EP
- 2016: Bubblebath
- 2018: Poppy.remixes
- 2019: Choke
- 2020: A Very Poppy Christmas
- 2021: Eat
- 2022: Stagger

### Singly
- 2015: Everybody Wants to Be Poppy[27]
- 2015: „Lowlife“
- 2016: „Lowlife (Slushii Remix)“
- 2016: „Money“
- 2016: „Adored
- 2017: „I’m Poppy“
- 2017: „Computer Boy“
- 2017: „Let's Make a Video“
- 2017: „Interweb“
- 2017: „My Style“ (feat. Charlotte)
- 2017: „Moshi Moshi“
- 2017: „Bleach Blonde Baby“
- 2018: „Metal“
- 2018: „In a Minute“
- 2018: „Time Is Up“ (feat. Diplo)
- 2018: „Immature Couture“
- 2018: „Fashion After All“
- 2018: „Hard Feelings“
- 2018: „X“
- 2018: „Play Destroy“ (feat. Grimes)
- 2019: „Voicemail“
- 2019: „Scary Mask“ (feat. Fever 333)
- 2019: „Choke“
- 2019: „Concrete“
- 2019: „I Disagree“
- 2019: „Bloodmoney“
- 2019: „Fill the Crown“[pozn. 10]
- 2020: „Anything Like Me“
- 2021: „Fear of Dying“
- 2021: „Her“
- 2021: „Flux“
- 2021: „So Mean“
- 2021: „Dead Flowers“ (s Health)[pozn. 11]
- 2021: „FYB“
- 2021: „Stagger“
- 2023: „Church Outfit“
- 2023: „Spit“
- 2023: „Knockoff“
- 2023: „Motorbike“
- 2023: „Hard“
- 2024: „Flicker“
- 2024: „V.A.N“ (s Bad Omens)[pozn. 12]
- 2024: „New Way Out“
- 2024: „They're All Around Us“
- 2024: „The Cost of Giving Up“
- 2024: „Crystallized“
- 2025: „From Me To U“ (s Babymetal)

### Jako host
- 2024: „Suffocate“ (Knocked Loose feat. Poppy)